# Xanthosia ciliata
Xanthosia ciliata är en flockblommig växtart som beskrevs av William Jackson Hooker. Xanthosia ciliata ingår i släktet Xanthosia och familjen flockblommiga växter. Inga underarter finns listade i Catalogue of Life.